# Acentrogobius cyanomos
Acentrogobius cyanomos är en fiskart som först beskrevs av Bleeker, 1849.  Acentrogobius cyanomos ingår i släktet Acentrogobius och familjen smörbultsfiskar. Inga underarter finns listade i Catalogue of Life.